# Landsbyer med befæstede kirker i Transsylvanien
Den  sydøstlige del af regionen Transsylvanien i   i Rumænien har  et af de højeste antal bevarede befæstede kirker fra det 13. til det 16. århundrede. Der er mere end 150 velbevarede befæstede kirker  (ud af de oprindelige 300 befæstede kirker) i en lang række arkitektoniske stilarter.
Landsbyer med befæstede kirker i Transsylvanien er opført på UNESCOs verdensarvsliste og er syv landsbyer (seks saksiske og en Székely) grundlagt af de transsylvanske saksere. De er domineret af befæstede kirker og præget af et specifikt bebyggelsesmønster, der har været bevaret siden senmiddelalderen.

## Listen
De syv landsbyer, der er opført på UNESCOs verdensarvsliste :
| rumænsk navn | Billede | Distrikt Koordinater                                   | tysk navn | ungarsk navn | Hovedattraktioner                                   |
| ------------ | ------- | ------------------------------------------------------ | --------- | ------------ | --------------------------------------------------- |
| Biertan      |         | Sibiu 46°08′09″N 24°46′23″Ø / 46.13583°N 24.77306°Ø    | Birthälm  | Berethalom   | Biertan befæstet kirke                              |
| Câlnic       |         | Alba 45°53′07″N 23°39′28″Ø / 45.88528°N 23.65778°Ø     | Kelling   | Kelnek       | Câlnic Citadel                                      |
| Dârjiu       |         | Harghita 46°12′14″N 25°12′03″Ø / 46.20389°N 25.20083°Ø | Ders      | Székelyderzs | Dârjiu befæstede kirke                              |
| Prejmer      |         | Brașov 45°43′21″N 25°46′32″Ø / 45.72250°N 25.77556°Ø   | Tartlau   | Prázsmár     | Prejmer befæstede kirke                             |
| Saschiz      |         | Mureș 46°11′41″N 24°57′22″Ø / 46.19472°N 24.95611°Ø    | Keisd     | Szászkézd    | Saschiz befæstede kirke </br> Saschiz bonde citadel |
| Valea Viilor |         | Sibiu 46°05′00″N 24°16′43″Ø / 46.08333°N 24.27861°Ø    | Wurmloch  | Nagybaromlak | Valea Viilor befæstede kirke                        |
| Viscri       |         | Brașov 46°03′19″N 25°05′25″Ø / 46.05528°N 25.09028°Ø   | Weißkirch | Fehéregyháza | Viscri befæstede kirke                              |

## Historie
De saksiske landsbyer i Transsylvanien dukkede op i det tolvte århundrede, da kongerne af Ungarn bosatte tyske kolonister i området. De havde en særlig status blandt nationer i provinsen, og deres civilisation formåede at overleve og trives og dannede et meget stærkt samfund af bønder, håndværkere og købmænd. Da de var beliggende i en region, der konstant var under truslen fra de osmanniske og tatariske invasioner, byggede de befæstninger af forskellig størrelse. De vigtigste byer var fuldt befæstede, og de mindre samfund skabte fæstningsværker centreret om kirken, hvor de tilføjede forsvarstårne og forrådshuse for at beholde deres mest værdifulde varer og hjælpe dem med at modstå lange belejringer.

## Beskrivelse
Topografien i det sydlige Transsylvanien er et plateau, skåret af brede dale af forskellige små floder, der løber ud i større, nemlig Olt-floden, Mureș-floden, Târnava Mare-floden og Târnava Mică-floden . Landsbyerne følger topografien tæt og forsøger at få det bedste ud af den; således udviklede landsbyer beliggende i en dal sig omkring en central gade og muligvis nogle sekundære, mens de beliggende på et fladere sted følger et løsere, radialt mønster. På grund af sikkerhedsmæssige årsager og de saksiske indbyggeres traditioner er landsbyerne kompakte.
Hovedelementet er kirken, som altid ligger midt i byen. Forskellige typer befæstninger kan findes: en lille enceinte omkring kirken, en række befæstninger omkring kirken eller en rigtig fæstning med flere befæstningsmure centreret om kirken. Kirkerne er blevet tilpasset til at omfatte defensive funktioner; alle er enten romanske basilikaer eller enkeltskibskirker fra den sengotiske periode. Kirkerne omfatter ofte mange tilføjelser, der spænder i alder fra den oprindelige periode, hvor kirkerne blev bygget senmiddelalder til det sekstende århundrede. Mange kirker indeholder også barokke elementer fra den periode, da barokstilen var meget populær i regionen.
I næsten alle tilfælde er kirken placeret i en let forsvarlig position, generelt på en bakketop. Elementer af fæstningsværker fundet i de største byer i området er blevet tilpasset her, og de er et vidnesbyrd om de byggeteknikker, som det saksiske samfund har brugt gennem årene. Nogle fæstningsværker havde udsigtstårne, nogle af dem var kirketårne tilpasset en fæstnings behov. Materialerne er de traditionelle, sten og røde mursten, med rødt tegltag, et typisk træk ved området.
Tæt på kirken er der landsbyens hovedtorv eller Tanzplaz (Dansepladsen), som det sociale liv tiltrak. De eneste bygninger, der ligger ved siden af fæstningsværket, er bygninger til fælles brug: skolen eller forsamlingshuset. Sognehuset lå sammen med de mest velhavende landsbyboeres huse omkring denne plads. Også på de fleste steder er lader til kornopbevaring placeret tæt på centrum af landsbyen.